# TIA-568A/B

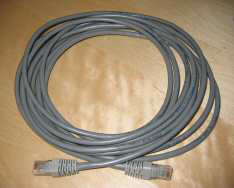
Ethernet Twisted-Pair-Kabel mit RJ45-Steckern

EIA/TIA-568 ist ein Standard für die Kontaktierung von achtpoligen RJ-45-Steckern und Buchsen in den zwei Varianten TIA-568A und TIA-568B. Er wurde definiert durch die drei Organisationen Electronic Industries Alliance (EIA), Telecommunications Industry Association (TIA) und International Telecommunications Union (ITU).
Der Standard wird bei Computernetzen (LAN) im Ethernet (10BASE-T, 100BASE-TX und 1000BASE-T) verwendet sowie bei vielen digitalen Telefonsystemen, wobei heutzutage EIA/TIA-568A häufiger eingesetzt wird.
Die zwei Varianten sind darauf zurückzuführen, dass EIA/TIA den TIA-568-Standard viel später als die Firma AT&T den proprietären Standard 258A einführte. Als TIA-568 veröffentlicht wurde, war 258A bereits stark verbreitet. EIA/TIA übernahm diesen bereits etablierten Standard daher als TIA-568B.

## Paarung und Farbe

25-Paar-Farbcodetabelle von AT&T

Ein Kabel besteht aus acht einzelnen Adern. Die acht Adern sind durch Verdrillung von jeweils zwei Adern zu vier Aderpaaren gruppiert. Das Verdrillen der Adern soll das Übersprechen zu benachbarten Adernpaaren reduzieren. Die Paare müssen als solche verwendet werden. Wird ein Kabel falsch verdrahtet, so dass zwei Adern verschiedener Paare als ein Adernpaar verwendet werden, ist mit Fehlern im Computernetz zu rechnen. Bei der Telefonie macht sich das als Rauschen oder Übersprechen anderer Telefongespräche bemerkbar.
Die Adernpaare sind den vier ersten Einträgen der 25-Paar-Farbcodetabelle von AT&T entsprechend gefärbt, welche von der Beschaltung des 50-poligen (25 Paare) RJ-21-Steckers abgeleitet sind. Die erste Ader ist entsprechend der Primärfarbe gefärbt. Zusätzlich ist noch ein Strich der Sekundärfarbe vorhanden. Die zweite Ader ist mit der Sekundärfarbe gefärbt und zusätzlich mit einem Strich der Primärfarbe. Je nach Hersteller können die Striche auf den Adern auch quer verlaufen oder ganz entfallen.
Die Primärfarbe der ersten vier Einträge ist Weiß. Die Sekundärfarbe des 1. Eintrages ist Blau, des 2. ist Orange, des 3. ist Grün und der 4. Eintrag ist Braun. Zu beachten ist, dass je nach Standard die Farbzuordnung zu den Kontakten unterschiedlich sein kann. 

## Verdrahtung
Unabhängig vom tatsächlich verwendeten Standard werden die Kontakte von RJ-45-Steckern und -Buchsen durchnummeriert:
|  |  |  |

Damit kontaktiert Pin 1 des Steckers Pin 1 der Buchse. Entsprechend dem verwendeten Standard werden die Kontakte folgendermaßen verdrahtet:
| Kontakt | -568A Paarnummer | -568B Paarnummer | 10BASE-T 100BASE-TX | 1000BASE-T Signal ID | -568A Farbe                      | -568B (AT&T 258A) Farbe          |
| ------- | ---------------- | ---------------- | ------------------- | -------------------- | -------------------------------- | -------------------------------- |
| 1       | 3                | 2                | TX+                 | DA+                  | weiß/grüner Strich               | weiß/oranger Strich              |
| 2       | 3                | 2                | TX−                 | DA−                  | grün/weißer Strich oder grün     | orange/weißer Strich oder orange |
| 3       | 2                | 3                | RX+                 | DB+                  | weiß/oranger Strich              | weiß/grüner Strich               |
| 4       | 1                | 1                | – (nicht belegt)    | DC+                  | blau/weißer Strich oder blau     | blau/weißer Strich oder blau     |
| 5       | 1                | 1                | – (nicht belegt)    | DC−                  | weiß/blauer Strich               | weiß/blauer Strich               |
| 6       | 2                | 3                | RX−                 | DB−                  | orange/weißer Strich oder orange | grün/weißer Strich oder grün     |
| 7       | 4                | 4                | – (nicht belegt)    | DD+                  | weiß/brauner Strich              | weiß/brauner Strich              |
| 8       | 4                | 4                | – (nicht belegt)    | DD−                  | braun/weißer Strich oder braun   | braun/weißer Strich oder braun   |

Der einzige Unterschied zwischen TIA-568A und TIA-568B ist die Vertauschung der Adernpaare 2 und 3 (orange und grün). Beide Standards verdrahten die Kontakte „straight through“. Das bedeutet, dass der Kontakt 1 auf der einen Seite mit dem Kontakt 1 auf der anderen Seite verbunden ist und dass das bei allen acht Kontakten beibehalten wird. Ob die Patchkabel nach TIA-568A oder TIA-568B aufgelegt sind, ist in diesem Fall egal, da sie 1:1 verdrahtet sind.
Bei der Verkabelung von Netzwerken wird in der Regel im Vorfeld festgelegt, ob nach TIA-568A oder TIA-568B verkabelt wird und dann einheitlich umgesetzt. Im europäischen Raum wird im Allgemeinen nach TIA-568A verkabelt, da diese Belegung mit den allgemeinen Farbcodes der Telefoninstallationen übereinstimmt. Aus historischen Gründen ist vor allem in den USA jedoch TIA-568B noch recht verbreitet, bei Neuanlagen findet aber in der Regel auch dort TIA-568A Anwendung.
Schließt man bei einem LAN-Kabel einen Stecker nach TIA-568A und den anderen Stecker nach TIA-568B an, so erhält man ein Crosskabel-Kabel. Das Crossover-Kabel ist nützlich für Punkt-zu-Punkt-Verbindungen zwischen zwei Computern oder zwei Hubs/Switches mit 100BASE-TX oder 10BASE-T. Neuere 100BASE-T- und praktisch alle 1000BASE-T-Geräte unterstützen Auto MDI-X, mit dem die Kreuzung bei Bedarf vom Gerät (Netzwerkadapter, Switch usw.) automatisch vorgenommen wird.